# Django (lied)
Django is een lied van de Nederlandse rapper Frenna. Het werd in 2021 als single uitgebracht.

## Achtergrond
Django is geschreven door Albertico Poppen, Lorne Jaye Milan en Francis Edusei en geproduceerd door LJ en El Lider. Het is een nummer dat past in het genre nederhop met effecten uit de afrobeats. In het lied rapt Frenna over zijn status en zelfvertrouwen in zowel zijn carrière als in zijn liefdesleven. Het nummer werd bij radiozender NPO FunX uitgeroepen tot DiXte track van de week.

## Hitnoteringen
De artiest had bescheiden succes met het lied in Nederland. Het kwam tot de dertigste plaats van de Single Top 100 in de drie weken dat het in deze hitlijst te vinden was. De Top 40 en haar Tipparade werden niet bereikt.